# Myślenicki Klub Pétanque
Myślenicki Klub Pétanque – klub petanki powstały w Myślenicach, członek Polskiej Federacji Pétanque

## Historia
Za początki Myślenickiego Klubu Pétanque należy uznać rok 1999. Wtedy to uchwałą założycieli z dnia 27 marca zostało powołane do życia i wpisane do rejestru stowarzyszeń zwykłych postanowieniem z dnia 25 sierpnia 1999 Towarzystwo Miłośników Pétanque w Myślenicach. Było ono pierwszym zarejestrowanym stowarzyszeniem tego typu w Polsce. Głównymi inicjatorami powołania TMP byli: mieszkający w Myślenicach Francuz, Jacques Valla oraz Ewa Filek i Piotr Gofroń.
Od początku swojego istnienia TMP organizowało corocznie kolejne edycje cyklów otwartych turniejów pod nazwą Grand Prix Pétanque Myślenice oraz turnieje dla dzieci – także niepełnosprawnych. Patronat honorowy nad GRAND PRIX objął Konsul Generalny Francji w Krakowie. W ramach GP odbywają się również coroczne turnieje pucharowe, w tym Turnieje Pétanque o Puchar Burmistrza Myślenic oraz o Puchar Starosty Myślenickiego.
Dnia 16 marca 2007 roku, doszło do powołania Myślenickiego Klubu Pétanque, który w dniu 20 marca został wpisany do rejestru klubów sportowych i uzyskał pełną osobowość prawną oraz niezwłocznie przystąpił do Polskiej Federacji Pétanque, jako jedyny taki klub w Małopolsce.
W 2010 roku klub uzyskał awans do I Ligi PFP, a sześć lat później, w 2016 roku, wywalczył Klubowe Mistrzostwo Polski. Od 2010 roku klub utrzymuje się w I Lidze.
Obecnie Myślenicki Klub Pétanque skupia 25 członków z licencją Polskiej Federacji Pétanque. Poza tymi graczami wiele osób gra rekreacyjnie na zawodach organizowanych przez klub.
Zawodnicy klubu reprezentowali Polskę na Klubowych Mistrzostwach Europy w 2018 roku. Wielokrotnie również brali udział w Mistrzostwach Europy i Świata w Pétanque.

## Władze klubu
- Grzegorz Kurowski - prezes
- Dawid Balinka - wiceprezes
- Dorota Kurowska - sekretarz
- Ewa Domanus - skarbnik
- Sebastian Domanus - członek Zarządu
- Aleksandra Obajtek - członek Zarządu

## Sukcesy
- 2021 - Młodzieżowe Mistrzostwo Polski (Dawid Balinka)[1], Mistrzostwo Polski Juniorów (Franciszek Giżycki, Szymon Teufel, Błażej Twardowski)[2]
- 2019 - złoty medal Mistrzostw Polski Kobiet (Alicja Święch)[3], złoty medal Mistrzostw Polski Juniorów (Dawid Balinka, Szymon Teufel)[4], brązowy medal Mistrzostw Polski Dubletów (Alicja Święch)[5], Indywidualne Wicemistrzostwo Polski Kobiet (Alicja Święch)[6]
- 2018 - Klubowe Wicemistrzostwo Polski[7], złoty medal Mistrzostw Polski Kobiet (Alicja Święch)[8], Wicemistrzostwo Polski Dubletów (Grzegorz Kurowski)[9]
- 2017 - złoty medal Mistrzostw Polski Kobiet (Alicja Święch)[10], złoty medal Indywidualnych Mistrzostw Polski Kobiet (Alicja Święch)[11], Mistrzostwo Polski w strzale precyzyjnym Juniorów (Sebastian Domanus)[12]
- 2016 - Klubowe Mistrzostwo Polski[7]
- 2016 - złoty medal Mistrzostw Polski Kobiet (Alicja Święch)[13], brązowy medal Mistrzostw Polski Seniorów[14],
- 2014 - złoty medal Mistrzostw Polski Juniorów[15] (Sebastian Domanus, Marcin Skałka, Mariusz Kasperek, Mateusz Kurowski)
- 2012 - Halowy Puchar Polski Tripletów (Dawid Żądło, Marcin Kutyła, Rafał Teufel)
- 2011 - brązowy medal Mistrzostw Polski Seniorów (D. Żądło, J.M.Kutyła, R Teufel)
- 2010 - awans do I Ligi PFP
- 2009 - brązowy medal Mistrzostw Polski Seniorów, brązowy medal Mistrzostw Polski Kobiet.